# Peter Flötner
Peter Flötner, též Flatner, Flettner, Floetner, (* kolem 1485 Thurgau, Švýcarsko – 23. října 1546 Nürnberg) byl architekt, sochař, zlatník a stříbrník, medailér, řezbář a grafik v Norimberku. Do Německa přinesl italizující klasicismus a patřil mezi nejinovativnější a nejvlivnější umělce rané německé renesance. Jeho fontána se sochou Apolla v Norimberku je považovaná za nejvýznamnější dílo německé renesance.

## Život
Peter Flötner se pravděpodobně vyučil jako zlatník u Adolfa Dauchera v Augsburgu. Tam se pod jeho vedením podílel na zlatnické výzdobě kaple Fuggerů (dokončené roku 1518). V Daucherově dílně Flötner také prováděl zlatnické práce a návrhy nábytku. V letech 1520 a 1530 navštívil Itálii. Po návratu z prvního pobytu v Itálii Flötner působil nejprve jako mistr v Ansbachu. V roce 1522 se přestěhoval do Norimberku, kde o rok později složil občanský slib (Bürgereid) jako sochař. Přes značnou popularitu jeho sochařských děl a grafických předloh zemřel Flötner v dluzích.

## Dílo
Nejvýznamnějším dochovaným Flötnerovým dílem je fontána se sochou Apollóna pro Norimberk, kterou odlil do bronzu Pankraz Labenwolf. Je vytvořena podle Barbariho grafického listu Apollo a Daphne, ale svou elegancí předlohu překonává. Flötner tímto dílem anticipuje manýrismus Celliniho. Jedinou sochou s Flötnerovou signaturou vlastní Kunsthistorisches Museum ve Vídni.
Polský král Sigismund I u něj roku 1531 objednal oltář s reliéfními výjevy pro svou kapli v krakovském Wawelu (Stříbrný oltář). Tzv. Hirsvogelsaal, navržený Flötnerem, nechal postavit člen jedné z nejbohatších rodin v Norimberku Lienhard Hirschvogel. Byl označován za "nejpřísnější a nejkrásnější dílo celé německé rané renesance". Sál byl poničen za války v roce 1945 a později rekonstruován.
Zabýval se Vitruviovými spisy o architektuře a přeložil je do němčiny. První vydání Vitruvia v němčině vyšlo dva roky po Flötnerově smrti v Norimberku u nakladatele Petrejuse. Flötner byl aktivní jako designér a své návrhy šířil formou grafických listů nebo jako reliéfy v kameni, ve dřevě, olovu či vosku, určené k odlití do bronzu, nebo jako stříbrné a zlaté plakety. Přispěl tak k šíření italizujícího umění na severu Evropy. Navrhl množství ornamentů pro architekturu. Soubor jeho dřevorytových návrhů vydal po Flötnerově smrti roku 1549 Rudolff Wyssenbach v Zürichu jako Das Kunstbuch des Peter Flötner (novější vydání Rud. Schuster, Berlin 1881).

### Dochovaná díla (výběr)
- chórové lavice a varhany, kaple Fuggerů, Augsburg (1516–18)
- Fontána, Mainz, 1526
- Fontána se sochou Apolla pro Herrenschiesshaus v Norimberku (1532), nyní v muzeu tamtéž[5]
- soška nahého muže (Adama?), lipové dřevo, 34,5 cm, Kunsthistorisches Museum, Vídeň
- Hirsvogelsaal – návrh a interiér
- Stříbrný oltář krále Sigismunda I. (1531), Wawel, Krakov
- Triumfální oblouk císaře Karla V., Norimberk (1541), již neexistuje
- Ottheinrichsbau zámek Heidelberg – návrh a fasáda (1546–1550), připisováno Flötnerovi

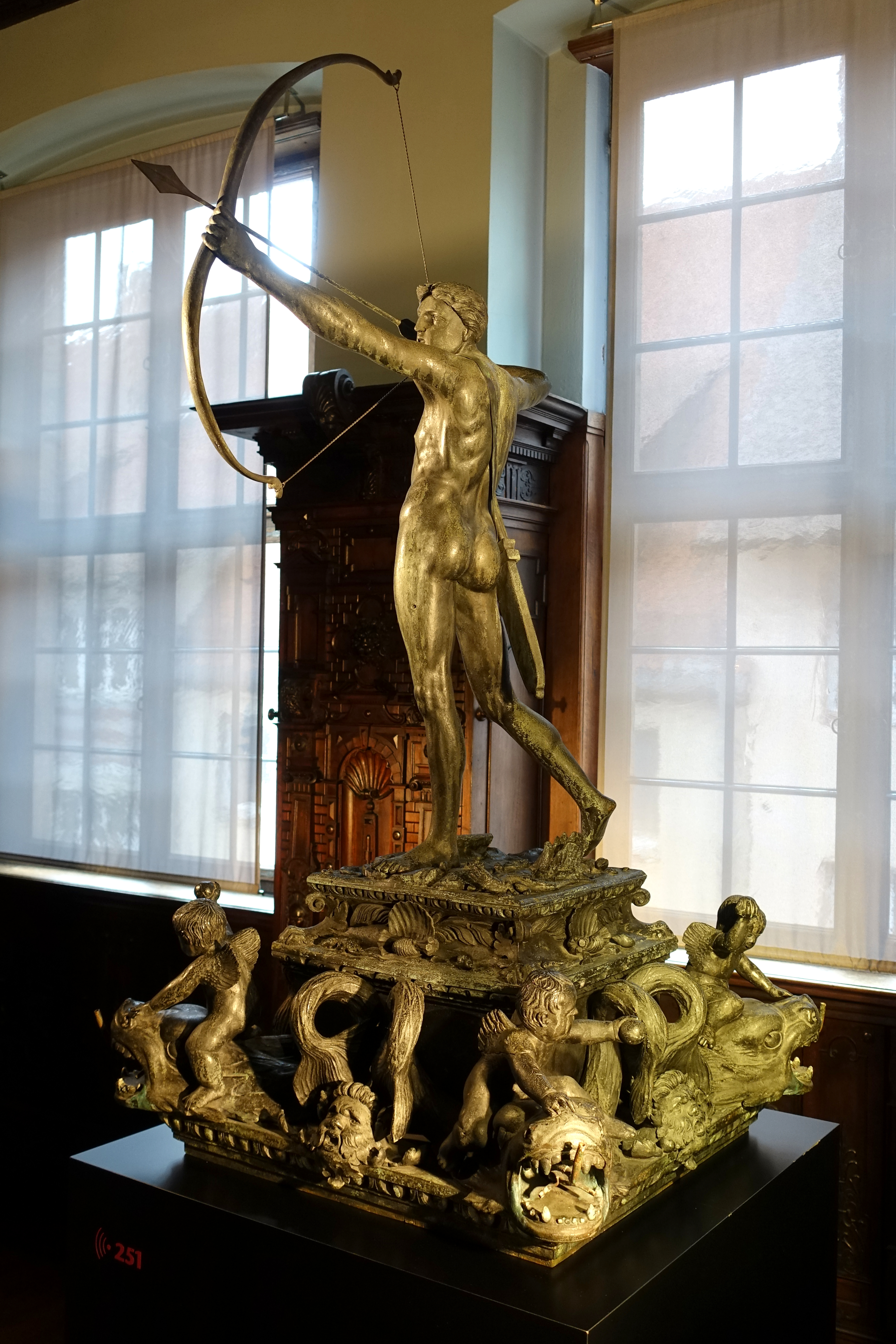
Apollo Fountain (1532), Stadtmuseum Fembohaus - Nuremberg
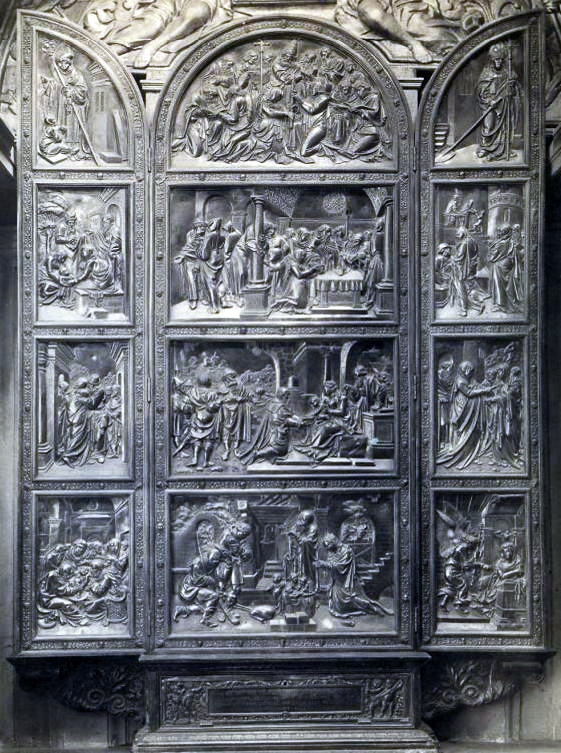
Stříbrný oltář, Wawel, Krakov
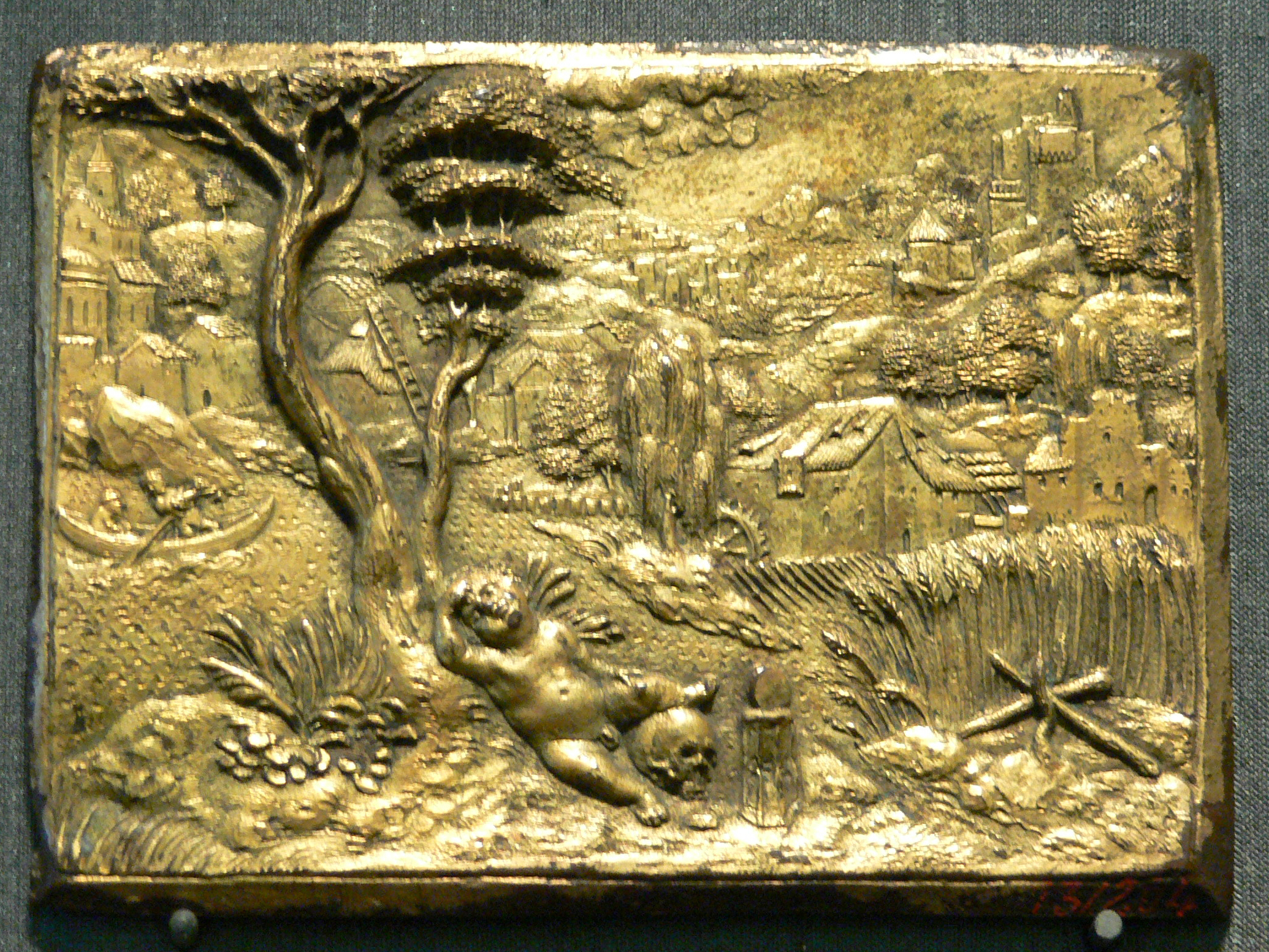
Peter Flötner: Vanitas, zlacený bronz (1535-1540)
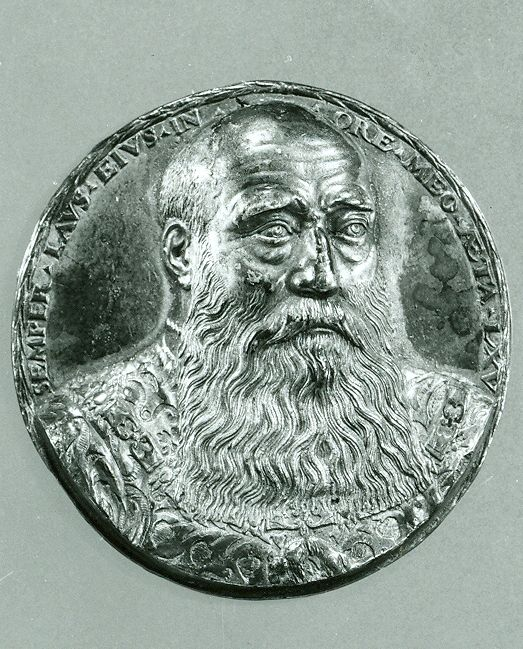
portrétní medaile Jiřího Bradatého, vévody Saského, stříbro (1537)
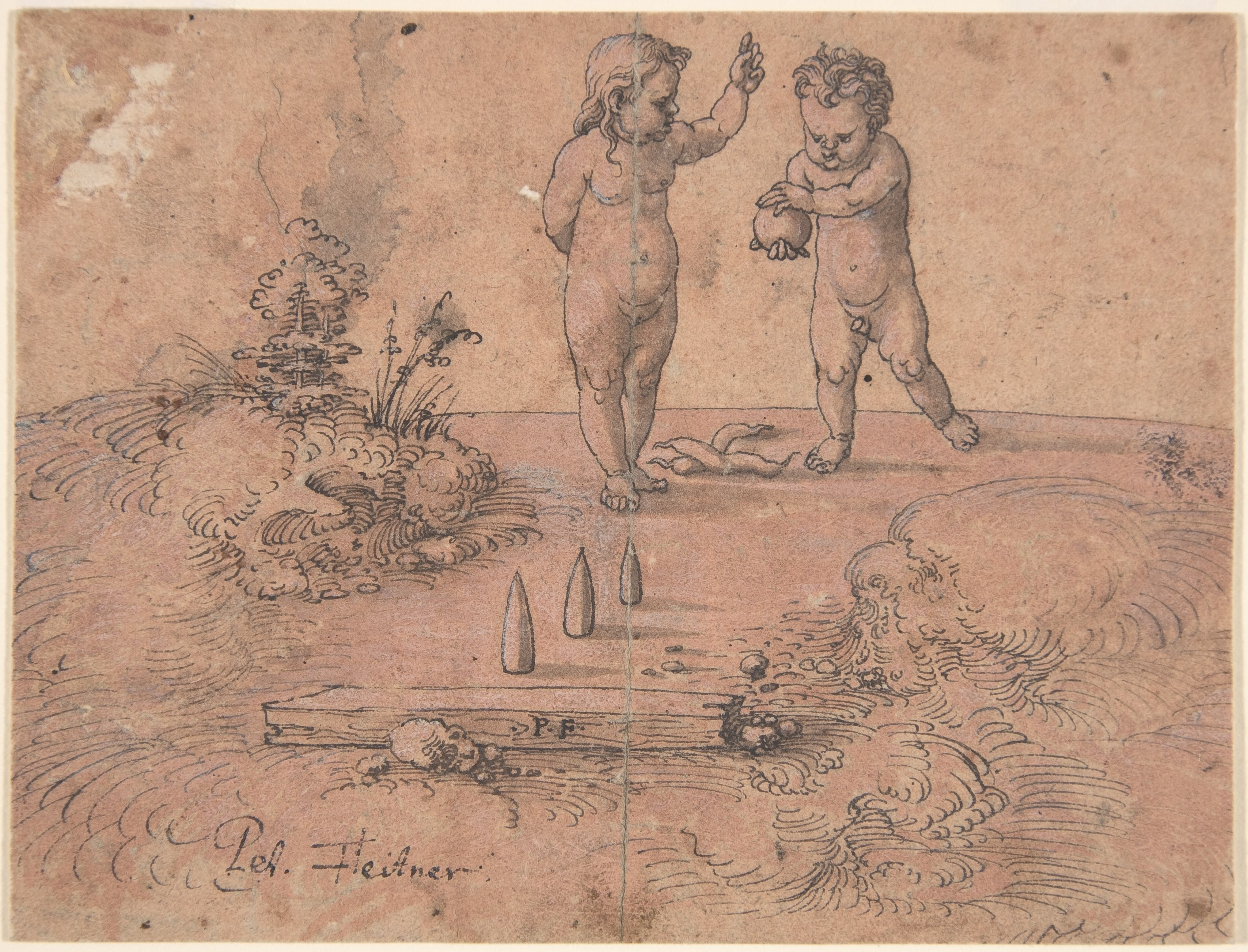
Dětská hra s míčem, kresba